# K-X-P

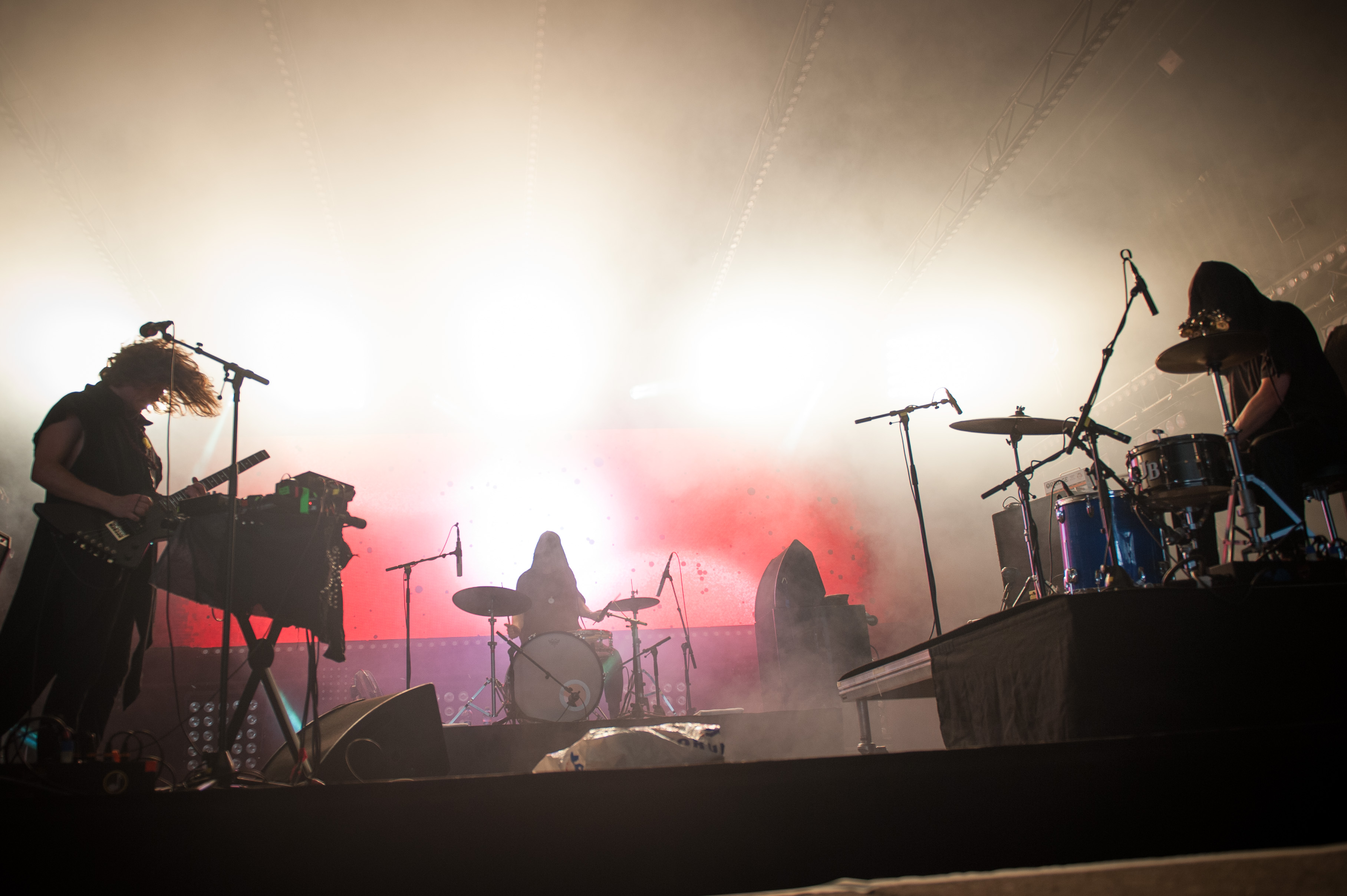
K-X-P uppträder på Flow i Helsingfors, augusti 2015

K-X-P är ett elektroniskt rockband från Helsingfors bildat 2006. Bandmedlemmarna är Timo Kaukolampi (sång, synt), Tuomo Puranen (bas) och Tomi Leppänen (trummor) och Anssi Nykänen (trummor).
Bandet gick inledningsvis under namnet K-N-P efter begynnelsebokstaven i medlemmarnas efternamn (Kaukolampi-Nykänen-Puranen) men då Nykänen ofta var upptagen med att spela i andra band byttes N mot X för att markera att de använde sig av olika trummisar. Numera spelar bandet varierande med Nykänen eller Leppänen på trummor, även om det har förekommit enstaka konserter där de båda uppträder samtidigt. Kaukolampi och Puranen har båda tidigare spelat tillsammans i bandet Op:l Bastards.
2010 släpptes bandets självbetitlade debutalbum. I februari 2013 släpptes andra albumet II på skivbolaget Melodic Records i Storbritannien.